# Mégapode de Freycinet
Megapodius freycinet
Espèce
Statut de conservation UICN

 LC  : Préoccupation mineure
Le Mégapode de Freycinet (Megapodius freycinet) est une espèce d'oiseau appartenant à la famille des Megapodiidae.

## Dénomination
Son nom commémore l'explorateur français Louis Claude de Saulces de Freycinet.

## Description
C'est un oiseau de taille moyenne (environ 41 cm de long), au plumage noirâtre, avec une courte crête, la peau nue de la face est rouge, les pattes noires, l'iris brun et le bec brun foncé et jaune. Le mâle et la femelle sont semblables.

## Habitat et répartition
Cette espèce vit dans les forêts terrestres et les marécages, y compris les mangroves, des îles Moluques et les îles Raja Ampat en Indonésie.

## Reproduction
Comme les autres mégapodes, il pond ses œufs dans un monticule fait de terre mélangée à des feuilles, du sable, du gravier et des branches.

## Systématique
Selon la classification de référence du Congrès ornithologique international (version 15.1, 2025) :
- Megapodius freycinet freycinet (Gaimard, 1823) — îles Gebe, Waigeo, Misool, Raja Ampat et le nord-ouest de la Nouvelle-Guinée ;
- Megapodius freycinet quoyii (Gray, 1862) — nord des Moluques, de Morotai aux Îles Obi ;
- Megapodius freycinet oustaleti (Roselaar, 1994) — îles de Batanta, Salawati, Raja Ampat et le nord-ouest de la Nouvelle-Guinée ;
- Megapodius freycinet forsteni (Gray, 1847) — îles Céram, Ambon, Haruku et Gorong ;
- Megapodius freycinet buruensis (Stresemann, 1914) — île Buru.

Le Mégapode de Geelvink était anciennement considéré comme une sous-espèce de freycinet, mais est désormais considéré comme une espèce séparée par les principales autorités taxonomiques. A l'inverse, la sous-espèce forsteni était classée comme une espèce à part, le mégapode de Forsten, mais est désormais reconnues comme une sous-espèce, notamment à la suite d'une étude de Harris et al. sur l'évolution des mégapodes.Traditionnellement, la plupart des membres du genre Megapodius étaient répertoriés en tant que sous-espèce du « Mégapode de Freycinet », mais aujourd'hui toutes les grandes autorités considèrent cette classification comme incorrecte de sorte que les anciennes sous-espèces sont devenues des espèces.